# کیان ۱
پهپاد کیان ۱ یک پهپاد هدف است که به منظور ارزیابی سامانه‌های پدافندی و موشکی خودی، گمراه کردن پدافند هوایی دشمن و نیز آموزش خدمه این سامانه‌ها ساخته شده‌است.
این پهپاد برای اولین بار در رزمایش ارتش در دی ۱۳۹۳ رونمایی شد و از نسخه مهندسی معکوس موتور توربوجت به کار رفته در پهپادهای آمریکایی ام‌کیوام-۱۰۷ که برای نیروی هوایی شاهنشاهی ایران خریداری شده قدرت می‌گرفت.